# Erika Eiffel
Erika "Aya" Eiffel (nascuda Erika LaBrie), és una dona nord-americana que es va "casar" amb la torre Eiffel en un matrimoni "objectosexual" fet el 2007. Va conèixer la torre el 2004 i va sentir-hi una atracció immediata.
És la fundadora d'OS Internationale, una organització que defensa les relacions amb objectes inanimats (objectofília). Ha estat presentada com a portaveu i defensora d'aquest tipus de sexualitat a una gran varietat de publicacions, ràdios i programes televisius. A més a més, va formar part de l'exèrcit nord-americà i va ser campiona de tir amb arc.